# Algorisme de Gauss-Newton
A matemàtiques, l'algorisme de Gauss-Newton  s'utilitza per a resoldre problemes no lineals de mínims quadrats. És una modificació del mètode d'optimització de Newton que no depèn de calcular segones derivades i es deu a Carl Friedrich Gauss.

## El problema
Donades  m  funcions  f   1 ,...,  f    m   de  n  paràmetres  p   1 ,...,  p    n   amb  m  ≥  n , volem minimitzar la suma
{\displaystyle S(p)=\sum _{i=1}^{m}(f_{i}(p))^{2}.}
on,  p  fa al vector ( p   1 ,...,  p    n  ).

## L'algorisme
L'algorisme de Gauss-Newton és un procediment iteratiu. Això significa que hem de proporcionar una estimació inicial del paràmetre vector que anomenarem  p   0 .
Estimacions posteriors  p    k   per al vector paràmetre són produïdes per la relació recurrent:
{\displaystyle P^{k+1}=p^{k}-{\Big (}J_{f}(p^{k})^{\top }J_{f}(p^{k}){\Big )}^{-1}J_{f}(p^{k})^{\top }f(p^{k}),}
on  f  = ( f   1 ,...,  f    m  ) i  J   f  ( p ) denota el Jacobià de  f  a  p  (noti's que no cal que  J   f  sigui quadrada).
La matriu inversa, en la pràctica, mai es computa explícitament. en lloc d'ells s'utilitza
{\displaystyle P^{k+1}=p^{k}+\delta ^{k},\,}
i es computa l'actualització de δ   k   resolent el sistema lineal
{\displaystyle J_{f}(p^{k})^{\top }J_{f}(p^{k})\,\delta ^{k}=-J_{f}(p^{k})^{\top }f(p^{k}).}
una bona implementació de l'algorisme de Gauss-Newton utilitza també un algorisme de cerca lineal: en lloc de la fórmula anterior per  p    k +1 , s'utilitza
{\displaystyle P^{k+1}=p^{k}+\alpha ^{k}\,\delta ^{k},}
on el nombre α   k   és d'alguna manera òptim.

## Altres algorismes
La relació de recurrència del Mètode de Newton per minimitzar la funció  S  és
{\displaystyle P^{k+1}=p^{k}-[H(S)(p^{k})]^{-1}J_{S}(p^{k}),\,}
on {\displaystyle J_{S}} i {\displaystyle H(S)} denoten el Jacobià i Hessiana de  S  respectivament.
utilitzant el mètode de Newton per a la funció
{\displaystyle S(p)=\sum _{i=1}^{m}(f_{i}(p))^{2}}
obtenim la relació recurrent
{\displaystyle P^{k+1}=p^{k}-\left(J_{f}(p)^{\top }J_{f}(p)+\sum _{i=1}^{m}f_{i}(p)\,H(f_{i})(p)\right)^{-1}J_{f}(p)^{\top }f(p).}
Podem concloure que el mètode de Gauss-Newton és el mateix que el metodode Newton ignorant el terme Σ  f   H  ( f ).
Altres algorismes utilitzats per a resoldre el problema dels mínims quadrats inclouen l'algorisme de Levenberg-Marquardt algorithm i de descens de gradient.